# Castlevania: Harmony of Despair
Castlevania: Harmony of Despair est un jeu vidéo d'action et de plates-formes développé et édité par Konami. Il est disponible sur les plates-formes de téléchargement PlayStation Network et Xbox Live Arcade en août 2010.
Il s'agit du premier opus qui donne la possibilité de jouer en multijoueur en ligne.